# Университет Магальяна
Университет Магальяна (UMAG) (исп. Universidad de Magallanes) — государственный университет в Чили, расположенный в г. Пунта-Аренас. Входит в Консорциумом государственных университетов Чили и в Совет ректоров чилийских университетов.
Университетские городки расположены в Пунта-Аренас, Пуэрто-Наталес и Пуэрто-Уильямс.

## История
Основан в 1981 году во время неолиберальных реформ военного режима в Чили на базе Государственного технического университета — филиала Университета де Сантьяго де Чили, созданного в 1961 году в Пунта-Аренасе.

## Структура
В настоящее время в университете — пять факультетов, две автономные школы и один междисциплинарный институт.
- Факультет наук
- Инженерный факультет
- Факультет образования и социальных наук
- Факультет медицинских наук
- Юридический факультет, экономика и бизнес
- Школа медицины
- Технологическая школа
- Институт Патагонии

Университет стремится соответствовать национальным и международным образовательным стандартам. Приоритетное внимание уделяется региональному развитию Патагонии, архипелага Огненная Земля, Субантарктической и Антарктической территорий.